# ماريا خوليا مانتيلا
«ماجو» ماريا خوليا مانتيلا غارسيا (بالإسبانية: María Julia Mantilla)‏ (ولدت 10 يوليه 1984) هي ملكة جمال البيرو وهي ثاني امرأة من بيرو تتوج بلقب ملكة جمال العالم.

## في وقت مبكر الحياة
ولدت في تروخيو، مانتيلا لها اخواة أكبر منها سنا كانت تطمح ان تصبح معلمة ولكن نسبة في المدرسة لم تسمح لها فدخلت مجال السياحة.في عام 2004 قررت ان تخوض تجربة جديدة وهي مسابقة جمال البيرو ونجحت وفي عام 2004 خاصت مسابقة ملكة جمال العالم لعام 2004 ونجحت واصبحت ملكة جمال العالم لعام 2004ملكة جمال العالم لعام 2004 وقد سافرت خلال فوزه باللقب العالمي العديد من الدول منها إندونيسيا، روسيا، بيرو، و الولايات المتحدة، الجمهورية التشيكية، الصين، التبت، أيرلندا، و المملكة المتحدة والعديد من البلدان

## وصلات خارجية
- ماريا خوليا مانتيلا على موقع IMDb (الإنجليزية)
- ماريا خوليا مانتيلا على موقع قاعدة بيانات الفيلم (الإنجليزية)

الموقع الرسمي *خوليا مانتيلا جارسيا
- ملكة جمال العالم الموقع الرسمي
- مانتيلا المشجعين الموقع